# Nepharis costata
Nepharis costata is een keversoort uit de familie spitshalskevers (Silvanidae). De wetenschappelijke naam van de soort werd in 1869 gepubliceerd door King.